# Comuna de Dzierzążnia
Dzierzążnia (polaco: Gmina Dzierzążnia) é uma gminy (comuna) na Polónia, na voivodia de Mazóvia e no condado de Płoński. A sede do condado é a cidade de Dzierzążnia.
De acordo com os censos de 2004, a comuna tem 3935 habitantes, com uma densidade 38,5 hab/km².

## Área
Estende-se por uma área de 102,1 km², incluindo:
- área agricola: 92%
- área florestal: 2%

## Demografia
Dados de 30 de Junho 2004:
|                      | Total   | Total | Mulheres | Mulheres | Homens  | Homens |
| -------------------- | ------- | ----- | -------- | -------- | ------- | ------ |
|                      | pessoas | %     | pessoas  | %        | pessoas | %      |
| População            | 3935    | 100   | 1927     | 49       | 2008    | 51     |
| Densidade (pop./km²) | 38,5    | 100   | 18,9     | 18,9     | 19,7    | 19,7   |

De acordo com dados de 2002, o rendimento médio per capita ascendia a 1252,48 zł.

## Comunas vizinhas
- Baboszewo, Bulkowo, Naruszewo, Płońsk, Staroźreby